# File Area Network
Pour les articles homonymes, voir FAN.
Un File Area Network (FAN) est une technique de stockage issue des techniques SAN (Storage Area Network) et NAS (Network attached storage/Serveur de fichiers), qui a pour concept de simplifier la gestion des fichiers.

## Principales différences entre FAN et SAN
La technique FAN est plus récente et est donc le petit frère du SAN.
Le FAN opère dans l'espace des données non structurées, afin d'offrir une vue unifiée du stockage de fichiers, tandis que le SAN intervient au niveau des blocs de données.

## Avantages du FAN
- Le FAN permet d'optimiser l'espace de stockage des systèmes de fichiers existants.
- Le déploiement d'un FAN permet la réduction du nombre de serveurs de fichiers bureautiques.